# Фаочићи
Фаочићи је насељено мјесто у граду Горажду, Босна и Херцеговина.

## Становништво
|             | 2013.       | 1991.         | 1981.         | 1971.         |
| Укупно      | 80 (100,0%) | 199 (100,0%)  | 227 (100,0%)  | 174 (100,0%)  |
| Бошњаци     | 80 (100,0%) | 198 (99,50%)1 | 226 (99,56%)1 | 174 (100,0%)1 |
| Југословени | –           | 1 (0,503%)    | 1 (0,441%)    | –             |

1. 1 На пописима од 1971. до 1991. Бошњаци су пописивани углавном као Муслимани.